# Varmah Kpoto
Varmah Kpoto (Monrovia, 28 de janeiro de 1978) é um ex-futebolista profissional liberiana que atuava como defensor.

## Carreira
Varmah Kpoto fez sua estreia na seleção em 1998 e representou o elenco da Seleção Liberiana de Futebol no Campeonato Africano das Nações de 2002.